# Василий Димов
Василий Александрович Димов е руски писател, прозаик от български произход.

## Биография
Роден е на 7 януари 1957 г. в Измаил (Украйна). Майка му е рускиня, а баща му е българин. Завършва Журналистическия факултет на Московския държавен университет (1978) с дипломна работа на тема „Психологизмът в прозата на Андрей Битов“. Остава да живее и работи в Москва.
Известен най-вече с интелектуалния си роман „Алюзиите на свети Посекел“, 1996 (номинация за руски „Букър“, 1997). Немското издателство „DuMont“ в Кьолн купува всичките световни права на този роман за 25 години и представя немския превод („Die vier Leben des heiligen Possekel“, Koeln, DuMont Buchverlag, 1999, S. 260, ISBN 3-7701-4470-8) на Панаира на книгата във Франкфурт на Майн.
Интерес представляват и романите „Тбилисимо“, 2003, „Москва в понеделници“, 2014 (номинация за руски „Букър“, 2014), а така също и сборникът с повести „Профил в слепено огледало“, 1991 и др.
През май 2018 по книжните щандове се появи български превод на романа „Москва в понеделници“ (Издателска къща „Знаци“, превод Ж. Иванова). История на две държави – ГДР и СССР, коите се разпадат пред очите на автора.
Специално внимание заслужава сборникът притчи „Кафказус“, публикуван най-напред в списание „День и ночь“ (№ 5, 2010) на езика на оригинала. След което е преведен на немски в списание „Lettre International – Berlin“, № 95, 2011 като поема в проза. Кафка + Кавказ + Казус се съединяват в авангардното единство – КАФКАЗУС.
През 2016 г. сборникът с повести „Профил в слепено огледало“ излиза в превод на български език, (издателство „Стено“, 2016, преводач – Р. Колева). Някои от тези повести са публикувани по-рано в списание „Съвременник“: „Един Серафим, два Серафима“ (брой 1, 2014), „За господин П.“ (брой 2, 2014) и „От тази страна на реката“ (брой 4, 2014). През 2018 г. в издателство „Знаци“ излиза романът „Москва в понеделници“. В същото издателство през 2020 г. в едно издание са поместени „Кафказус“ и „Анабечди“.
През 2023 г. на български език излиза романът „Сибир. Come on baby light my fire“, неиздаван преди това в оригинал.
Лауреат на много литературни грантове и стипендии: Literarisches Colloquium, Literaturwerkstattberlin, Academie Schloss Solituede, Künstlerdorf Schöppingen, Baltic Centre for Writers и др.
Творбите на Василий Димов са написани в стил измислен реализъм.